# Маматкулов, Бурхон
Бурхон Маматкулов (27 мая 1945, Сталинабад — 1 января 2023, Душанбе) — советский и таджикский oперный певец (тенор), народный артист Таджикской ССР (1990), профессор Национальной консерватории Таджикистана.

## Биография
Родился 27 мая 1945 года в Душанбе.
Окончил Душанбинское музыкальное училище (1963) и Московскую государственную консерваторию им. П. И. Чайковского по специальности академический певец (1967). В 1967—1969 годах проходил стажировку в Большом театре, исполнял небольшие партии в операх. Осенью 1968 года в Сочи выступал на сцене Международного фестиваля современной молодёжной песни.
С 1970 года солист Государственного академического театра оперы и балета им. С. Айни. Исполнял главные роли в операх «Восстание Восе» С. Баласаняна, «Золотой кишлак» и «Проклятый народом» Д. Дустмухаммадова, «Комде и Мадан» З. Шахиди, «Авиценна» М. Бафоева и др., народные и классические песни. Ученик народного артиста СССР Ахмада Бобокулова.
В 1994—1996 годах был солистом ансамбля «Шашмаком» при Гостелерадио Таджикистана.
Заслуженный артист Таджикской ССР (1977). Народный артист Таджикской ССР (1990).
Преподавал вокал в Институте искусств Таджикистана, заведовал кафедрой академического пения в Национальной консерватории Таджикистана, с 2003 года профессор.
Награждён советским орденом «Знак Почёта» (1977) и таджикским орденом «Слава» (1999).
Умер в Душанбе в больнице 1 января 2023 года.